# 게이초 산리쿠 지진
게이초 산리쿠 지진(일본어: 慶長三陸地震)은 1611년 12월 2일 일본의 산리쿠 해역 해역에서 발생한 지진이다. 릭터 규모은 M8.1 -M8.9최대 진도는 진도 4-5.해일 높이는 약 25m. 사망자 2,000-5,000명. 해일지진이라는 설, 쿠릴-캄차카 해구와 연동된 초거대지진이라는 설 등이 있다.

## 같이 보기
- 일본의 지진 목록

## 참고 문헌
- 国立天文台 『理科年表 令和3年』 丸善 P776 ISBN 978-4-621-30560-7